# Mary Otis Stevens
Mary Otis Stevens (nacida en 1928) es una arquitecta estadounidense. El Museo MIT la llama «una de las arquitectas más importantes en el noreste durante la década de 1960 y 1970»[cita requerida]

## Infancia y educación
Nacida en la ciudad de Nueva York con una familia afluente de destacadas personalidades de la revolución americana, Stevens asistió a Smith College, donde recibió un grado en filosofía en 1949. Ella era activa en el movimiento de derechos civiles durante sus años universitarios, presagiando un compromiso de por vida al activismo social y cívico. En 1950, se casó con Guillermo Vaughn Moody Fawcett. Stevens ingresó al programa de arquitectura en el MIT en 1953, graduándose con un SBArch en 1956. Las influencias en el MIT incluyen Alvar Aalto, Eero Saarinen, Kevin Lynch y Buckminster Fuller, quien también era un amigo de la familia. Otras influencias incluyen al historiador Samuel Eliot Morison, un pariente y la figura de padre.

## Trabajo
Stevens trabajaba para The Architects' Collaborative (TAC) antes de iniciar una práctica con miembro de la Facultad MIT Thomas McNulty en 1956, quien se casó después de su divorcio de 1958. Stevens y McNulty practicaron juntos hasta 1969, cuando fundaron Press Inc., una editorial de libros sobre arquitectura y teoría urbana, que Stevens dirigió hasta su disolución en 1978. Stevens también fundó el gremio del diseño en 1975, una práctica de arquitectura colaborativa centrado en la sostenibilidad y la reutilización adaptante.

## Proyectos significativos
Stevens es conocida por la casa de Lincoln (1965), que diseñó con Tom McNulty para su propia familia en un sitio rural en Lincoln, Massachusetts, un suburbio de Boston. La curvilínea estructura de hormigón, que a menudo se llama la casa de cristal en los Estados Unidos, ganó la atención internacional. Stevens vivió en la casa hasta 1978, cuando ella y McNulty vendieron a Sarah Caldwell, la directora de la famosa ópera. Stevens y McNulty se divorciaron poco después. La casa fue ampliamente publicada, pero fue demolida en 2001 después de Caldwell vendió la propiedad.

### Otros trabajos significativos
- Trienal de Milán, 1968 (con McNulty y György Kepes)
- Casa de Torf, Weston, Massachusetts.
- Trampa Centro de Artes Escénicas, Viena, Virginia Woolf (1980)
- Mundo de Variación, Mary Otis Stevens y Thomas F. McNulty, G. Braziler, 1970.
- Stevens también apareció en la temporada 9 (1980) de la serie de televisión "This Old House" por su trabajo en el Weatherbee House ("la Westwood House").

## Vida posterior
Después de la muerte de Jesse Fillman en 1991, Stevens disolvió el gremio diseño para proseguir estudios en composición musical en la escuela de Longy de la música. En 2007, ella donó su archivo al MIT.
- Datos: Q19564438